# Asklepios Medical School
Die Asklepios Medical School GmbH (AMS) ist eine hundertprozentige Tochter des Klinikkonzerns Asklepios Kliniken Hamburg GmbH. Sie betreibt auf dem Gelände der Asklepios Klinik St. Georg den Asklepios Campus Hamburg der Semmelweis-Universität (ACH). An dieser offiziell in der Freien und Hansestadt Hamburg registrierten (unselbstständigen) Niederlassung der staatlichen Semmelweis-Universität (Budapest) haben Studierende die Möglichkeit, den klinischen Teil ihres humanmedizinischen Studiums nach ungarischem Curriculum in deutscher Sprache zu absolvieren und ein Diplom der Semmelweis-Universität zu erlangen, das zur Beantragung der Approbation berechtigt. Der ACH ist von der staatlichen ungarischen Akkreditierungskommission (MAB) akkreditiert.

## Geschichte
In Kooperation mit den Asklepios Kliniken eröffnete die Medizinische Fakultät der Semmelweis-Universität im Jahr 2008 unter dem Namen „Asklepios Campus Hamburg“ eine Niederlassung in Hamburg. Diese nahm am 6. September 2008 unter Leitung von Jörg Weidenhammer (Geschäftsführer der Asklepios Medical School GmbH) und Dirk Müller-Wieland (Repräsentant des Dekans der Medizinischen Fakultät der Semmelweis-Universität am ACH) den Lehrbetrieb auf.
Im Juli 2012 erhielten die Studierenden des 1. Jahrgangs ihre Diplome in der Ungarischen Botschaft in Berlin. 2014 wurde die AMS durch die ungarische Akkreditierungskommission MAB akkreditiert. Zum 1. Januar 2016 etablierte die Semmelweis-Universität die ersten „Subchairs“ am Asklepios Campus Hamburg, Lehrstuhlbereiche zu Lehrstühlen der Semmelweis-Universität (Chirurgie und Innere Medizin). Im Juni 2016 fand die konstituierende Sitzung des Campusrats statt, des höchsten Gremiums der akademischen Selbstverwaltung des Asklepios Campus Hamburg. Im selben Jahr habilitierten sich die ersten zwei Ärzte der Asklepios Kliniken Hamburg GmbH an der Semmelweis-Universität und wurden die ersten drei Dozenten am ACH von der Semmelweis-Universität zu Titularprofessoren mit der in Deutschland berechtigten Titelführung „Dr. med. (Vor-/Nachname) címzetes egyetemi tanár (Titularprofessor/in)“ ernannt. Im November 2017 unterzeichneten die Asklepios Kliniken Hamburg GmbH und die Asklepios Medical School einen Kooperationsvertrag mit dem Institut für Medizinrecht der Bucerius Law School zur Zusammenarbeit in den Bereichen Forschung, Ausbildung und Fortbildung.
Im Februar 2018 eröffnete die Asklepios Medical School GmbH die Studentische Poliklinik Hamburg (StuPoli Hamburg) in den Räumlichkeiten des „CaFée mit Herz“ im Gesundheitszentrum St. Pauli. Dort bieten Studierende des Asklepios Campus Hamburg im Rahmen eines Wahlpflichtfachs inzwischen zweimal wöchentlich unter ärztlicher Supervision eine kostenlose allgemeinmedizinische Sprechstunde für Menschen ohne Krankenversicherung an. 2019 eröffnete der Asklepios Campus Hamburg ein eigenes Skills Lab als praktischen Übungsraum für die Studierenden. Außerdem wurden nach dem Vorbild der Semmelweis-Universität erste sog. Wissenschaftliche Studentenkreise des Asklepios Campus Hamburg in ausgewählten Abteilungen von Hamburger Asklepios-Kliniken etabliert. 2020 wurden am ACH zwei weitere Subchairs für Radiologie und Neurologie besetzt. Anfang 2022 hat der ACH einen weiteren Subchair für Psychiatrie erhalten und besetzt. Zum 1. Juni 2022 löste Thorsten Thiel als neuer Geschäftsführer der AMS Christoph Jermann ab, der zu diesem Zeitpunkt in den Ruhestand eingetreten ist. Einen Monat später übernahm Sara Sheikhzadeh zum 1. Juli die Funktion als Geschäftsführerin der AMS von Christoph Herborn, der zu diesem Zeitpunkt auf eigenen Wunsch den Asklepios-Konzern verlassen hat.

## Semmelweis-Universität
Die Semmelweis-Universität ist eine staatliche Universität mit Sitz in Budapest und einer 250-jährigen Geschichte. Ihren Namen verdankt sie dem ungarischen Arzt und Entdecker der Ursache des Kindbettfiebers Ignaz Semmelweis.
Seit 1983 ist dort ein deutschsprachiges Medizinstudium möglich. Mit Humanmedizin, Zahnmedizin, Pharmazie, Gesundheitswesen sowie einer Fakultät für öffentliche Gesundheitswissenschaften verfügt die Universität über fünf Fakultäten. An drei der Fakultäten (Humanmedizin, Zahnmedizin, Pharmazie) ist ein deutschsprachiges Studium möglich. Insgesamt lernen (Stand 2020/21) 11.000 Studierende an der Universität, von denen 3330 ausländischer Herkunft sind.

## Studium
Medizinstudenten, die den vorklinischen Teil ihrer Ausbildung an der Semmelweis-Universität oder an einer anderen Universität erfolgreich abgeschlossen haben, können ab dem 5. oder 7. Semester als Studierende der Semmelweis-Universität den klinischen Abschnitt in Hamburg absolvieren, wenn sie zur Asklepios Medical School zugelassen wurden. Dieses Modell ermöglicht deutschen Studierenden, ein Medizinstudium aufzunehmen, ohne an den Numerus clausus (NC) gebunden zu sein. Kritiker befürchten jedoch, dass langfristig die Qualität des Studiums sinken könnte, wenn weniger renommierte ausländische Hochschulen als die Semmelweis-Universität ähnliche Projekte ins Leben rufen würden.
Pro Jahrgang – und immer zum Herbstsemester – nimmt die Medical School bis zu 75 Studierende auf. Zulassungskriterien sind die Noten im Physikum, die erworbenen Kreditpunkte, die Studiendauer und ggf. Zusatzqualifikationen.
Gelehrt wird in Lerngruppen von sechs bis acht Studierenden. Der Stundenplan ist so aufgebaut, dass vormittags Vorlesungen am Asklepios Campus Hamburg meist durch Chefärzte und nachmittags praktische Unterrichtseinheiten an den Kliniken vor Ort stattfinden; die Gewichtung von Theorie und Praxis liegt bei etwa 40:60. Den praktischen Ausbildungsteil absolvieren die Studierenden vor allem in den sieben Krankenhäusern der Asklepios Kliniken Hamburg GmbH sowie in Famulaturen und PJ-Stationen auch außerhalb Hamburgs und Deutschlands.
Die Kosten des Studiums am ACH belaufen sich pro Semester auf 8200 Euro (Stand 2021). Eine Vergabe erfolgt grundsätzlich unabhängig von der finanziellen Situation der Bewerber. Es bestehen spezielle Finanzierungsangebote in Form eines Studienkredits und Vereinbarungen nach dem Modell des Umgekehrten Generationenvertrags. Außerdem sind Studierende des ACH BAföG-antragsberechtigt und der ACH vergibt bei besonders guten Studienleistungen Stipendien in Form von Gebührennachlässen.
Das Studium am ACH führt zu einem Diplom der Semmelweis-Universität, welches europaweit anerkannt ist. Nach ungarischem Hochschulrecht entspricht der Abschluss einem Berufsdoktorat („dr. med.“), welches allerdings nicht zur Führung des Titels „Dr. med.“ berechtigt und nicht mit einer Promotion gleichzusetzen ist. Das Diplom der Semmelweis-Universität berechtigt zur Erlangung der Approbation in Deutschland und ermöglicht so den jungen Medizinern, den Arztberuf in Deutschland und anderen europäischen Staaten auszuüben.